# 318723 Bialas
318723 Bialas este o planetă minoră (asteroid) din centura de asteroizi. A fost descoperită pe 8 septembrie 2005 la Linz de Erich Meyer⁠(d). 
Obiectul prezintă o orbită caracterizată de o semiaxă mare de 2,6968957470022 UAi, o excentricitate de 0,08, o înclinație de 11,2 ° în raport cu ecliptica.